# КАМАЗ-53228
КАМАЗ-53228 — шасси, выпускался Камским автомобильным заводом (КАМАЗ) с 1993 по 2013 год.

## Технические характеристики
- Колесная формула — 6х6
- Температурный режим эксплуатации от -45 до +50
- Весовые параметры и нагрузки, а/м
  - Снаряженная масса а/м, кг — 8280
  - Допустимая масса надстройки с грузом, кг — 15 570
  - Полная масса, кг — 24 000
- Двигатель
  - Модель — КАМАЗ-740.31-240 (Евро-2) КАМАЗ-740.13-280 (Евро-4)
  - Тип — дизельный с турбонаддувом
  - Мощность кВт (л. с.) — 176 (240) 191 (280)
  - Расположение и число цилиндров — V-образное, 8
  - Рабочий объём, л — 10,85
- Коробка передач
  - Тип — механическая, десятиступенчатая
- Кабина
  - Тип — расположенная над двигателем, с высокой крышей или с низкой крышей
  - Исполнение — без спального места и со спальным местом
- Колёса и шины
  - Тип колёс — дисковые
  - Тип шин — пневматические, камерные
  - Размер шин — 11.00 R20 (300 R508)
- Общие характеристики
  - Максимальная скорость, км/ч — 80
  - Угол преодол. подъёма, не менее, % — 31
  - Внешний габаритный радиус поворота, м — 11,3

## Изображения

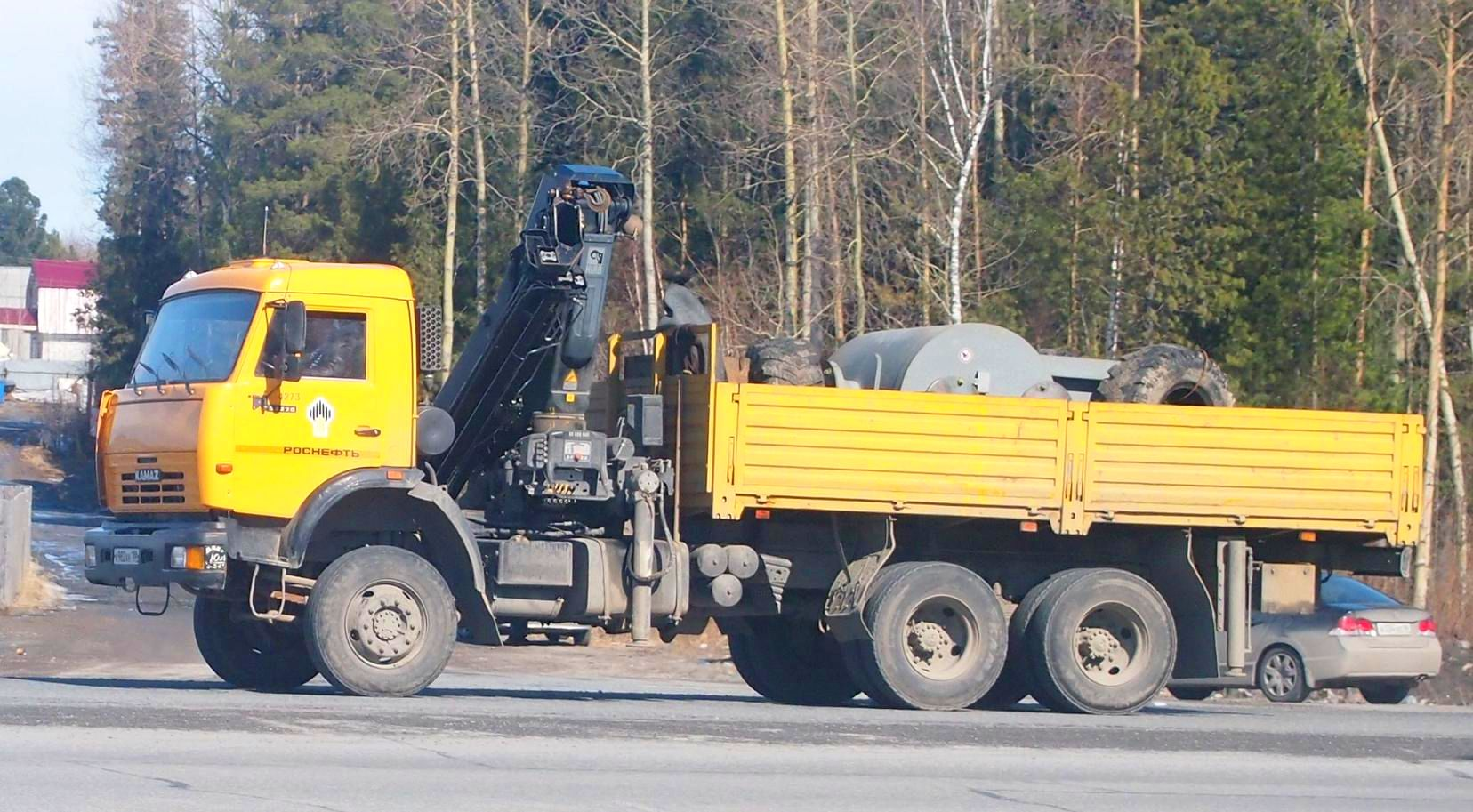
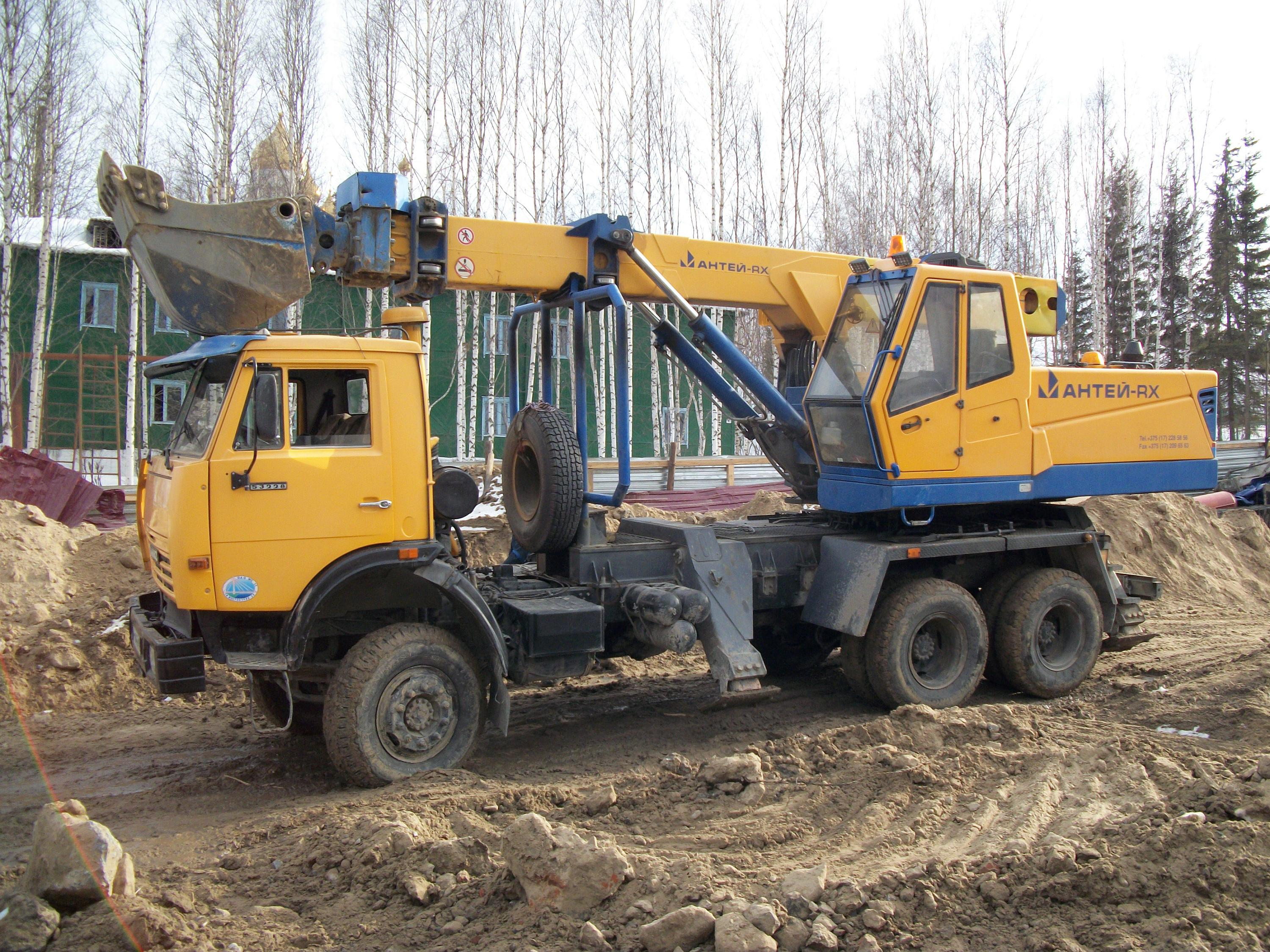
Экскаватор-планировщик "Антей-RX" на шасси КАМАЗ-53228
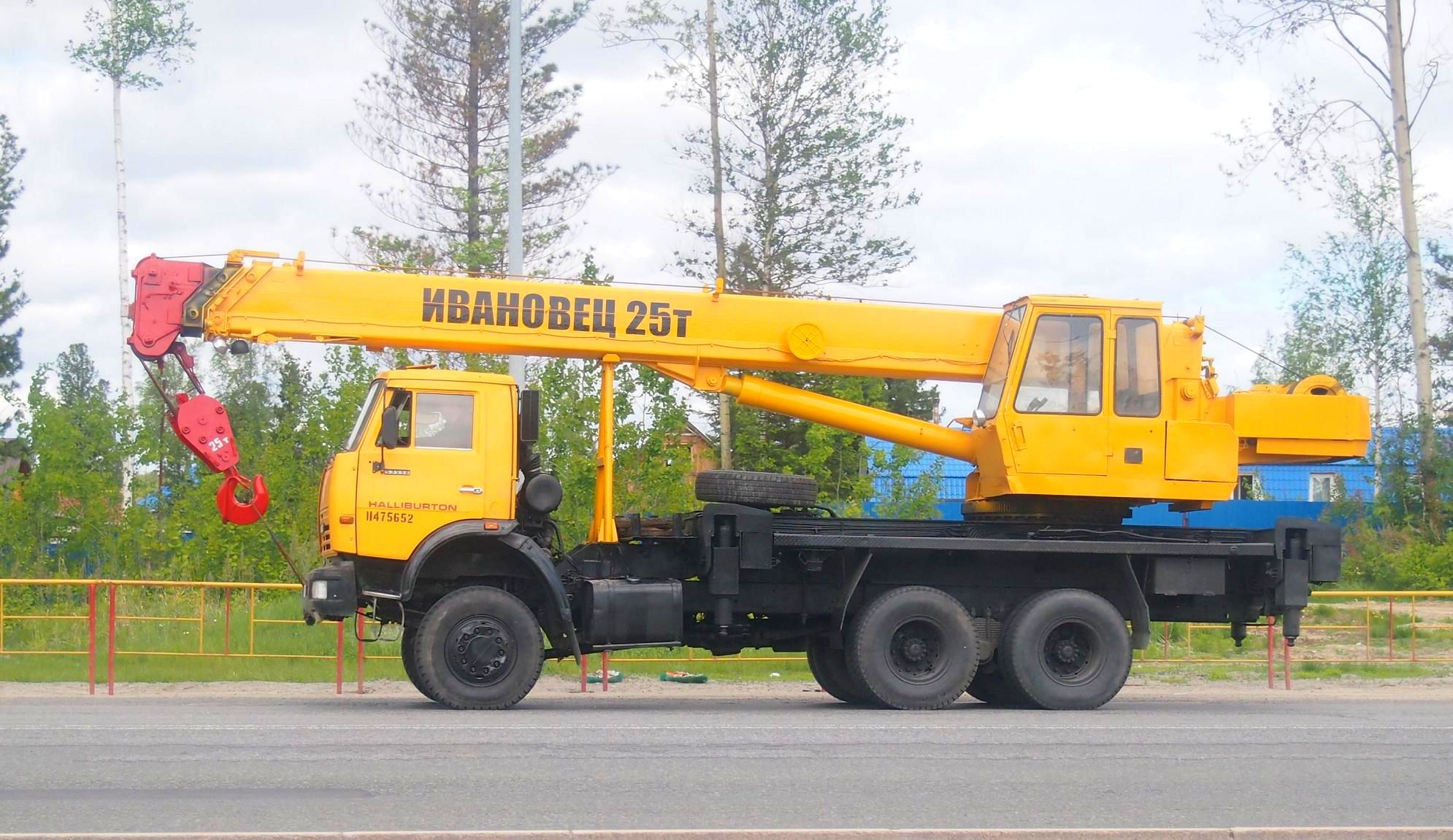
Автокран КС-45717 на шасси КАМАЗ-53228
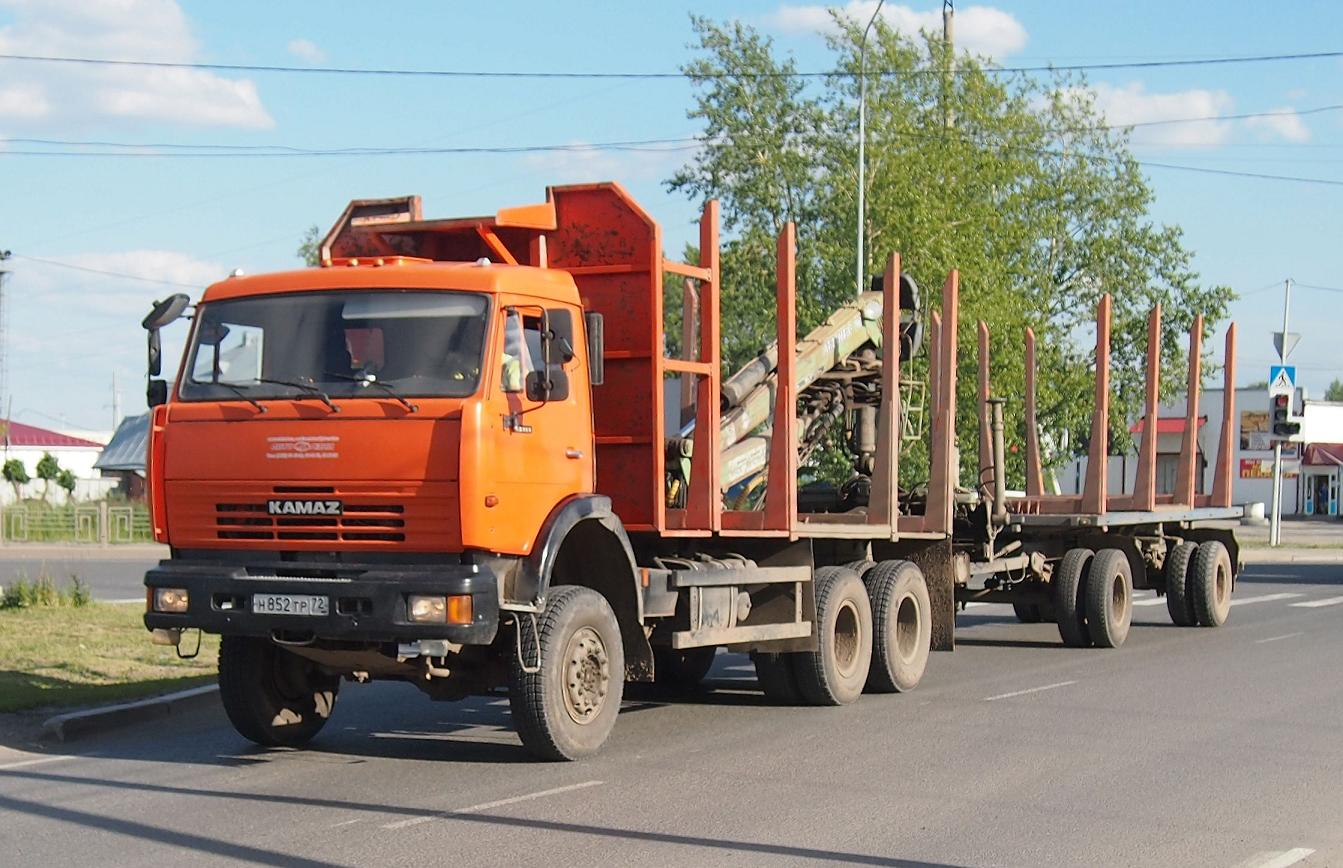
КАМАЗ-638231-0000010 на шасси КАМАЗа-53228

## КАМАЗ-53229
КАМАЗ-53229 — российский крупнотоннажный грузовой автомобиль, выпускался Камским автомобильным заводом (КАМАЗ) с 1995 по 2014 год. Вытеснен с конвейера моделью КАМАЗ-65115.

### Описание
Серийное производство КАМАЗ-53229 стартовало в 1995 году. На шасси КАМАЗ-53229 производились заднеприводные автоцистерны AЦ-56216 и полноприводные лесовозы и автокраны. За всю историю производства автомобиль КАМАЗ-53229 комплектовался дизельным двигателем внутреннего сгорания КАМАЗ-740.31-240. Производство завершилось в 2014 году.

### Изображения

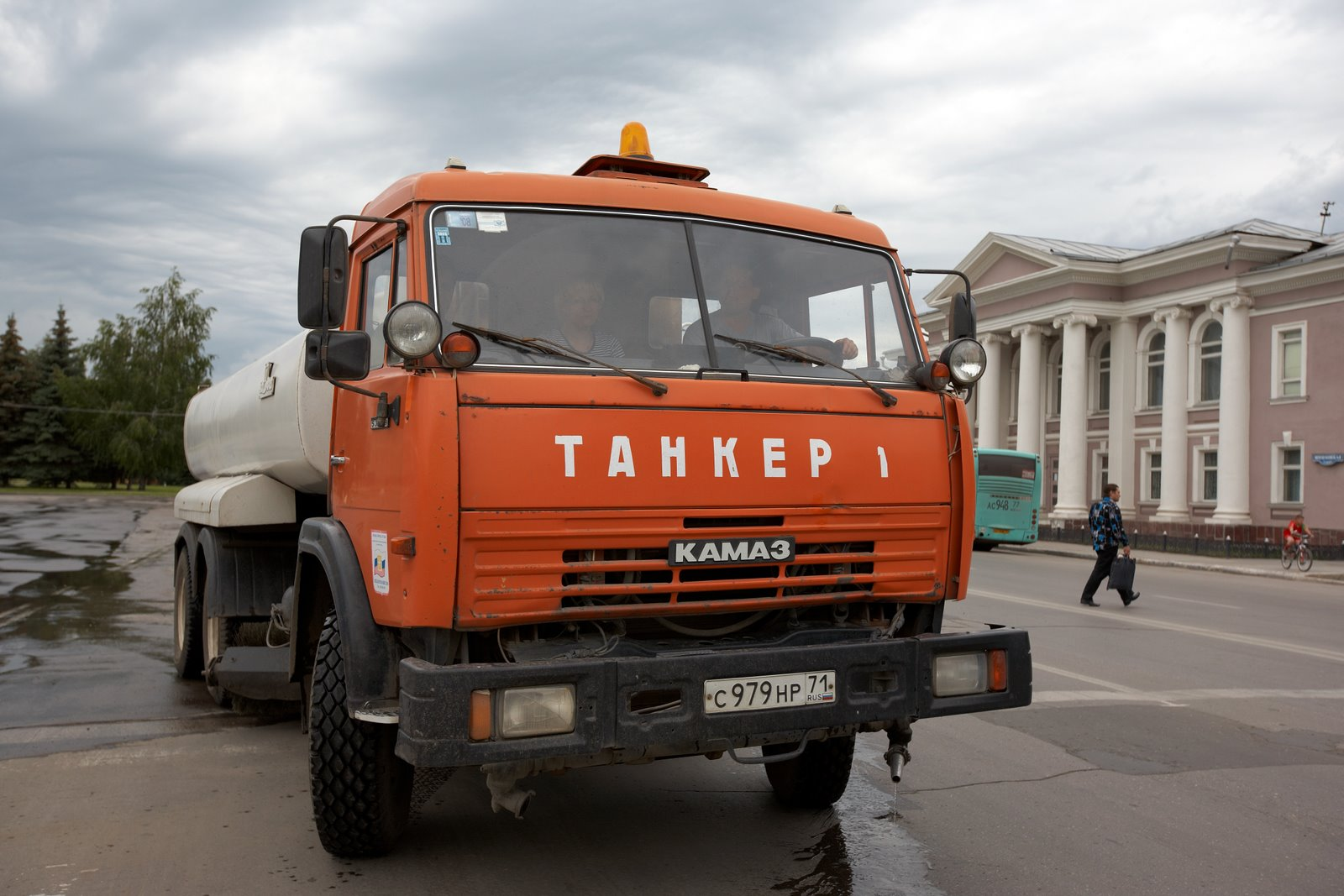
Автомобиль-цистерна в Туле
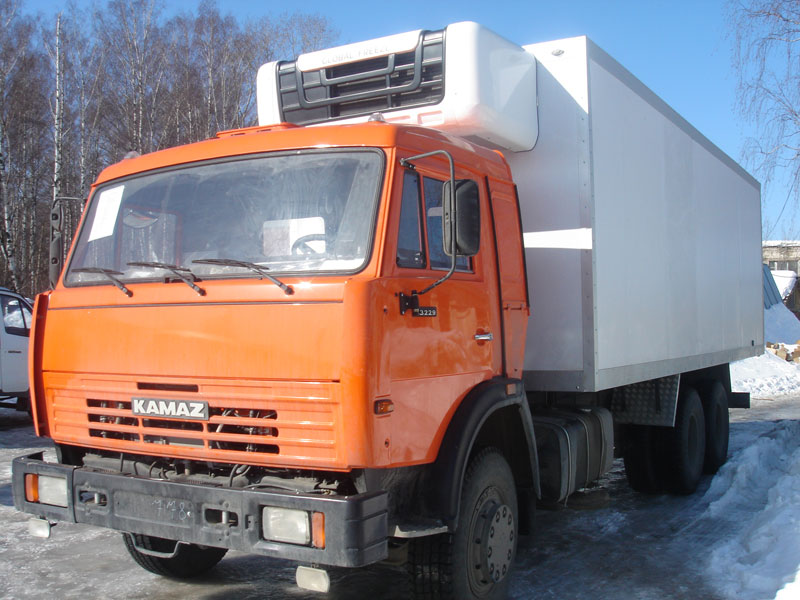
Рефрижератор